# Hon'inbo Shūsaku
Shūsaku (本因坊秀策 Hon′inbō Shūsaku, Bản nhân phường Tú Sách), còn có tên gọi Yasuda Eisai, Kuwahara Shūsaku, Shūsaku bất bại, tên khai sinh là Kuwabara Torajiro (桑原虎次郎 Tang Nguyên Hổ Thứ Lang) (6 tháng 6 năm 1829 – 3 tháng 9 năm 1862) là một kỳ thủ cờ vây chuyên nghiệp người Nhật trong thế kỉ 19. Ông được biết đến với chuỗi 19 trận bất bại trong những ván oshirogo thường niên trong lâu đài của shogun giữa bốn viện cờ hàng đầu của Nhật Bản (Hon'inbo, Hayashi, Inoue và Yasui); loạt ba mươi ván sanjubango với Ōta Yūzo; là người cải cách tiên phong của kiểu khai cuộc mang tên mình cho quân đen; được nâng cao danh tiếng sau khi mất: được tôn là một trong những Go sage; và bên cạnh sư phụ của mình, Hon'inbo Shuwa, được coi là kỳ thủ mạnh nhất từ những năm 1847-1848 cho tới khi ông qua đời vào năm 1862. Ông được mệnh danh là Shusaku bất bại bởi những màn trình diễn trong những ván cờ tại lâu đài của shogun đã nói ở trên.

## Tiểu sử
Ông được mệnh danh là "Bất bại" sau khi giành được một kết quả hoàn hảo với 19 chiến thằng liên tiếp trong những ván oshigoro thường niên. Một số người nói rằng ông không mạnh hơn sư phụ của mình, Honinbō Shuwa. Trong sự tôn trọng đối với sư phụ của mình, Shusaku từ chối thi đấu với quân trắng với sư phụ của mình, như vậy không có thước đo rõ ràng về sự khác biệt trong sức mạnh giữa họ. Shusaku, ví dụ, có một số kết quả khả quan trước Ōta Yūzo, nhưng vẫn coi ông như một đối thủ khó chịu, trong khi Shuwa đánh bại người này một cách dễ dàng. Ngược lại, trong khi Shuwa thừa nhận Yasui Sanchi là một đối thủ rất mạnh, mạnh hơn cả Ōta Yūzo (ông thua nhiều hơn thắng) thì Shusaku lại có thể đánh bại Yasui Sanchi với cách biệt khá lớn.
Chỉ có hai người khác từng có vinh dự được nhận danh hiệu "Go sage" (Kisei) ngoài Shusaku, họ là Honinbō Dosaku (1645–1702) và Hon'inbo Jowa (1787–1847). Tuy nhiên, danh hiệu của Jowa bị thu hồi sau khi qua đời do một chứng cứ đối lập về âm mưu của ông (trong Zain Danso) đối với việc giành được vị trí Meijin Godokoro. Ngày nay, danh tiếng của Shusaku tỏ ra cân bằng hơn ở Nhật Bản, nơi mà một số lượng lớn các văn bản về Shusaku và Jowa được xuất bản, nhưng vẫn còn phần nào bị thổi phồng ở phương Tây, nơi các nguồn thông tin thưa thớt hơn.

### Những năm đầu đời
Ông được sinh trên đảo Innoshima ở gần thị trấn Onomichi, Tỉnh Hiroshima, Nhật Bản, là con của một thương gia, Kuwabara Wazo. Asano Tadahiro, lãnh chúa của Lâu đài Mihara, đã trở thành người bảo trợ của ông sau khi chơi cùng nhau một ván cờ, và cho phép anh ta học dưới sự huấn luyện của thầy dạy cờ riêng của chúa Asano, tu sĩ Hoshin, một kỳ thủ trình độ chuyên nghiệp.
Năm 1837, ở tuổi lên tám, Shusaku đã đạt trình độ tiệm cận với một kỳ thủ tầm cỡ chuyên nghiệp. Ông rời nhà để tham gia trường Honinbō (viện đào tạo cờ vây quan trọng nhất ở Nhật Bản, tại thời điểm đó đã đào tạo nên Kì thánh Dosaku và rất nhiều Meijin) một cách chính thức như một đồ đệ của Honinbo Jowa, nhưng ông sẽ chủ yếu nghiên cứu với các đồ đệ cấp cao hơn. Ngày 3 tháng 1 năm 1840, ông giành được bằng chứng nhận shodan (dan đầu tiên) chuyên nghiệp.

### Thăng tiến
Năm 1840, Shusaku rời Edo và quay trở lại quê nhà trong khoảng hơn một năm. Những năm tiếp theo, ông thăng hạng một cách vững chắc, đạt 4 dan vào năm 1844, sau đó ông lại trở về nhà trong một thời gian kéo dài. Vào khoảng tháng 4-5 năm 1846, khi quay trở lại Edo, ông chạm trán Gennan Inseki, được cho là kỳ thủ mạnh nhất thời bấy giờ. Shusaku chấp hai quân, nhưng Gennan nhận thấy Shusaku quá mạnh, nên ông xin hoãn ván cờ. Một ván mới được bắt đầu với Shusaku chỉ chơi quân đen, mà sau này nổi danh với tên gọi Ván cờ Vành tai đỏ. Gennan sử dụng một định thức joseki (khai cuộc ở góc bàn cờ) mới, và Shusaku phạm sai lầm khi đáp trả. Ông chống đỡ một cách khó khăn, nhưng khi vẫn còn trong trung bàn chiến, tất cả người xem đều nghĩ rằng Gennan đang thắng thế, trừ một đại phu. Người này thừa nhận mình không giỏi cờ vây, nhưng ông đã nhận ra tai của Gennan bắt đầu đỏ lên sau một nước đi nào đó của Shusaku, một dấu hiệu cho thấy Gennan đã bị bất ngờ. Cuối cùng, Shusaku thắng ván cờ với cách biệt hai mục.
Khi quay trở lại Edo, Shusaku không chỉ được thăng hạng lên 5 dan, mà còn được trở thành người thừa kế chính thức của Hon'inbo Shuwa, người sẽ trở thành người đứng đầu nhà Honinbo. Shusaku ban đầu từ chối, viện dẫn nghĩa vụ của mình với chúa Asano. Sau khi vấn đề được giải quyết, Shusaku đã chấp thuận.
Là người thừa kế chính thức cho người đứng đầu của nhà Honinbo, Shusaku đã có một vị trí vô cùng nổi bật. Ông cũng tiếp tục thăng hạng, đạt tới cấp độ 7 dan, mặc dù không rõ thời điểm thăng hạng—một vài tài liệu cho là vào năm 1849 trong khi một số khác là 1853. Sau khi buộc người bạn và là đối thủ chính của mình, Ōta Yūzo, phải chấp nhận ưu tiên chấp quân, ông được thừa nhận rộng rãi là kỳ thủ mạnh nhất lúc đó, chỉ sau Shuwa.

### Sanjubango
Năm 1853, một nhóm các kỳ thủ tập trung tại một biệt thự ở Edo. Các kỳ thủ gồm có Yasui Sanchi, Ito Showa, Sakaguchi Sentoku, Hattori Seitetsu và Ōta Yūzo. Họ thảo luận cùng Shusaku, đến điểm mà họ đã đi đến ý tưởng rằng Shusaku là kỳ thủ mạnh nhất thời đại, nhưng Ota không đồng ý. Ông nói rằng ông đang trong một loạt ván đấu với Shusaku, đã trải qua 3 ván. Akai Gorosaku, một người bảo lãnh nổi tiếng của cờ vây thời kỳ đó, biết được điều này và quyết định tài trợ cho một cuộc thi đấu gồm loạt 30 ván cờ vây chưa từng được nghe tới (một cuộc Sanjubango) giữa Ota và Shusaku. Loạt trận đấu này bắt đầu vào năm 1853, khi Ota 46 tuổi và đạt 7 dan, trong Shusaku mới 24 tuổi và đạt 6 dan. Những ván đấu được tổ chức một tuần một lần, nhanh hơn một loạt 10 ván cờ điển hình. Ota đã thi đấu tốt cho tới ván thứ 11, khi Shusaku bắt đầu phản công. Ota bị bỏ xa một khoảng cách bốn ván sau ván thứ 17. Ván thứ 21 được chơi vào tháng 7, nhưng ván thứ 22 không được tổ chức mãi cho đến tháng 10 cùng năm mà không rõ lý do. Ván thứ 22 được chơi tại tư gia của Ota, khác với những ván đầu khác, được chơi ở những địa điểm trung lập hơn. Ota thua thêm một lần nữa, và địa điểm tổ chức được dời đến một nơi trung lập hơn. Tuy nhiên, người ta tin rằng ván cờ thứ 23 đã được thay đổi. Nó kéo dài liên tục gần 24 tiếng, và kết thúc khi cả hai bên đồng ý một kết quả hoà và dừng ván cờ - điều giúp tránh sự hổ thẹn cho Ota. Trận đấu này được coi như một thành tích tuyệt vời, đạt kết quả hoà sau khi cầm quân trắng, rất nhiều khi nó được dùng, cùng với lời mời thi đấu oshirogo mà Shusaku nhận được, như một lý do để dừng trận đấu lại.

### Qua đời và vinh danh
Năm 1862, một đại dịch tả tràn qua Nhật Bản. Shusaku phải chăm sóc các bệnh nhân trong nhà Honinbō, ông mắc bệnh và qua đời sau đó vào ngày 3 tháng 9, ở tuổi 33.
Tên của Shusaku được đặt cho một lý thuyết khai cuộc, Shusaku fuseki, một phương pháp khai cuộc cho quân đen, được phát triển tới mức hoàn hảo (nhưng không phải người phát minh) bởi ông, và là cơ sở của phong cách khai cuộc phổ biến trong thập niên 1930.
Shusaku cũng được nhớ đến với số Shusaku, tương tư với số Erdős trong cờ vây.
Ngày 6 tháng 6 năm 2014, một Google doodle kỷ niệm sinh nhật lần thứ 185 của Shusaku. Điều này gây ra nhiều tranh cãi tại Anh, khi một số người cho rằng việc bỏ qua kỷ niệm 70 năm Ngày D của cuộc đổ bộ Normandy để vinh danh một người Nhật là thất sách. Google.uk sau đó buộc phải vội vã sửa đổi.

## Viễn tưởng
Trong loạt manga và anime Hikaru no Go, Shusaku phát hiện linh hồn của kỳ thủ cờ vây hư cấu Fujiwara-no-Sai. Shusaku đã trở thành phương tiện mà qua đó Sai được đấu những ván cờ tuyệt vời được gán cho Shusaku.